# أولاد اشعيب البويض (بني كيل)
أولاد اشعيب البويض هي إحدى مشيخات المملكة المغربية، تتبع جغرافيا لإقليم فكيك وإداريًا لبني كيل. يقدر عدد سكانها بـ 453 نسمة حسب الإحصاء الرسمي للسكان والسكنى لسنة 2004.